# گوستاو مایر
گوستاو مایر (انگلیسی: Gustav Mayr؛ ۱۲ اکتبر ۱۸۳۰ – ۱۴ ژوئیهٔ ۱۹۰۸) حشره‌شناس، مورشناس، و استاد دانشگاه اهل اتریش بود.